# 佩列亞斯拉夫-赫梅利尼茨基區

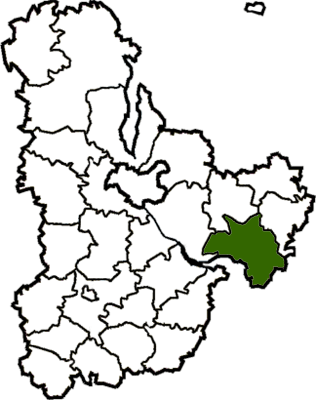
废除前佩列亞斯拉夫-赫梅利尼茨基區在基辅州的位置

佩列亞斯拉夫-赫梅利尼茨基區（烏克蘭語：Переяслав-Хмельницький район），曾是烏克蘭基輔州的一個區，位於該國中北部，行政中心設於佩列亚斯拉夫（1943至2019年间名为“佩列亞斯拉夫-赫梅利尼茨基”），面積956平方公里，2015年人口28,112，人口密度每平方公里31.2人。
该区在2020年7月18日的乌克兰行政区划改革中被撤销，改革后基辅州下分为7个区。